# Dietmar Hamann
Dietmar ("Didi") Hamann (Waldsassen, 27 augustus 1973) is een Duits voormalig voetballer die doorgaans op het middenveld speelde. Na zijn loopbaan als speler werd hij trainer. Hij verruilde Manchester City in mei 2010 voor Milton Keynes Dons, waar hij zowel speler als assistent-trainer was. Van 1997 tot en met 2006 speelde hij 59 interlands voor het Duits voetbalelftal.
Hamann kwam in het juniorenteam van Wacker München en ging van daar naar Bayern München. Hij speelde tot 1998 106 Bundesligawedstrijden voor FC Bayern München. Daarna ging hij spelen voor Newcastle United, maar voelde zich daar niet thuis. Een jaar later werd hij in ruil voor acht miljoen pond eigendom van Liverpool. Op 12 juli 2006, een dag nadat hij zijn handtekening onder een contract bij Bolton Wanderers had gezet, ondertekende Dietmar Hamann opnieuw een verbintenis. De volgende twee seizoenen speelde hij bij Manchester City.
De 32-jarige middenvelder had spijt van zijn beslissing om bij Bolton te tekenen. 'Ik had te snel een beslissing genomen', zei Hamann tegen Kicker. 'Toen duidelijk was dat ik bij Liverpool zou vertrekken, heb ik te weinig tijd genomen.'
In Engeland kennen ze Dietmar Hamann vooral als de man die het laatste doelpunt ooit op Wembley maakte. Met een vrije trap won Duitsland voor de WK-kwalificatie in oktober 2000 met 0-1 van Engeland.
Met Bayern München werd hij in 1994 en 1997 kampioen, 1998 won hij de beker en 1996 de UEFA Cup. Met Liverpool won hij in 2001 de UEFA-Cup en in 2005 de Champions League, na een finale tegen AC Milan. Deze wedstrijd moest beslist worden door strafschoppen. Hamann schoot de eerste voor Liverpool raak, ondanks een gebroken teen.
Voor het nationale elftal speelde Hamann 59 interlands, waarin hij vijf keer wist te scoren. Op 15 november 1997 in Düsseldorf debuteerde hij tijdens een 3-0 winst in een oefenwedstrijd tegen Zuid-Afrika. Zijn laatste interland speelde hij in 2005, een oefeninterland tegen Nederland.
Op het WK 2002 werd hij met Duitsland in Japan en Zuid-Korea tweede. In de finale werd verloren van Brazilië. Hamann maakte ook deel uit van de Duitse ploeg op het WK 1998, EK 2000, WK 2002 en EK 2004.

## Erelijst
Bayern München
- Bundesliga: 1993/94, 1996/97
- DFB-Pokal: 1997/98
- DFB-Ligapokal: 1997
- UEFA Cup: 1995/96

 Liverpool
- FA Cup: 2000/01, 2005/06
- League Cup: 2000/01, 2002/03
- FA Charity Shield: 2001
- UEFA Champions League: 2004/05
- UEFA Cup: 2000/01
- UEFA Super Cup: 2001, 2005